# ドロテア・フォン・エルトマン

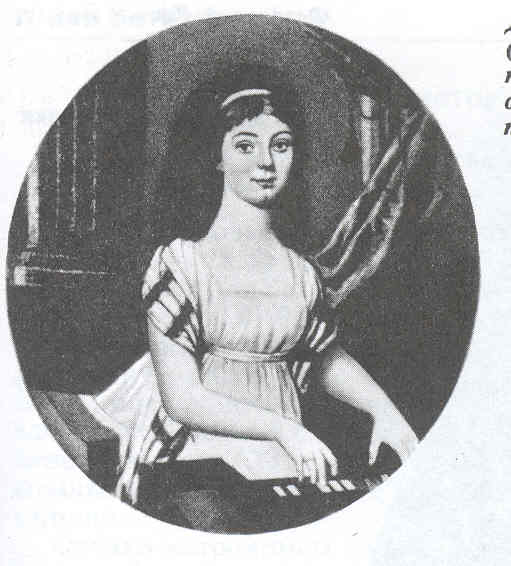
ドロテア・フォン・エルトマン

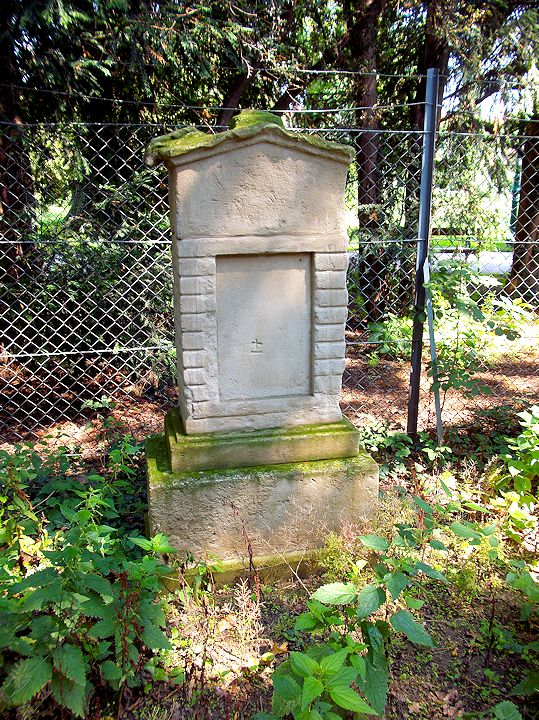
エルトマンの墓石。

ドロテア・フォン・エルトマン（Dorothea von Ertmann、旧姓グラウマン Graumann、1781年5月3日 - 1849年3月16日）は、ドイツのピアニスト。

## 生涯
フランクフルトに生まれ、1798年にオーストリアの歩兵隊の将校だったステファン・フォン・エルトマンと結婚した。夫婦でウィーンへ移り住むと、そこでドロテアはベートーヴェンのレッスンを受けるようになった。ベートーヴェンは彼女を「ドロテア＝チェチーリア」と呼んでいた。彼は1816年に作曲したピアノソナタ第28番 作品101を彼女に献呈しており、彼がしたためた「不滅の恋人」宛ての手紙の受取人がドロテアであった可能性もある。唯一の子どもであったフランツ・カールを1804年3月に若くして亡くしている。ベートーヴェンは服喪の彼女を自邸に招待し、「今から私たちは音色の内に語り合うのです」と述べて彼女を慰めるために1時間にわたるピアノの即興演奏を行った。エルトマンは1809年3月5日にニコラウス・クラフトと共にベートーヴェンのチェロソナタ第3番を初演した。1820年に夫と共にミラノへ移り、同市でメンデルスゾーンの訪問を受けている。しかし1835年に夫が他界したのを機にウィーンへと戻り、同地で没した。
エルトマンは数多くの公開演奏会を開催しており、とりわけベートーヴェン作品の演奏で知られていた。アレグザンダー・ウィーロック・セイヤーはこう述べている。「同時代の大家の誰もが認めていたのは、[彼女が]こうした作品の最高の奏者ではないにしても、少なくとも同性の中では最も優れていたということだ。」アントン・シンドラーがほのめかすには「彼女はベートーヴェン作品の最も奥深く隠された機微すらも、あたかもそれらが自らの眼前に書き表されているかのような確からしさにより直感的に把握していた」のだという。彼はさらに「フォン・エルトマン氏がいなかったなら、ベートーヴェンの音楽は遥かに早くレパートリーから消失していただろう」とも述べているが、それは彼女が、台頭してくる新進かつより「当世風の」作曲家に対抗して、ベートーヴェンのスタイルを守る目的に特化した音楽サロンを立ち上げたからである。
ドイツのオペラ歌手、教育者であったマチルデ・マルケージ（旧姓グラウマン）は、エルトマンの姪である。